# 스탬퍼드브리지 전투
스탬퍼드교 전투(Battle of Stamford Bridge)는 잉글랜드 북부에 있는 스탬퍼드브리지에서 이루어진 전투이다. 잉글랜드의 해럴드와 그의 동생 토스티그를 주축으로 형제간에 벌어진 전투이다. 그러나 실질적으로는 하랄 3세가 토스티그 편의 군사들을 지휘했다.
참회왕 에드워드가 사망하자 이를 계기로 잉글랜드 왕국의 왕위를 노린 노르웨이의 하랄드 3세가 1066년 9월 8일, 침략군을 이끌고 잉글랜드 북부에 상륙했고, 그곳에서 형에 향한 복수의 칼을 갈고 있던 해럴드의 동생 토스티그 고드윈슨과 손을 잡았다. 그들은 지역 저항군들을 무찌르며 거침없이 진격했다. 소식을 들은 머시아의 에드윈 백작과 노섬브리아의 모카 백작의 군대가 맞서 싸웠으나, 9월 20일 요크 근처에서 벌어진 풀포드 전투에서 패배했고 요크가 함락되었다. 그 후 5일뒤 소식을 들은 해럴드는 자신이 직접 군대를 이끌었고, 스탬퍼드브리지에서 만난 양쪽 군대간 격렬한 전투가 시작되었다. 이 전투에서 하랄드 하르드라다와 토스티그가 전사하였고, 노르웨이의 침략군은 패배했다.